# Cinocèfal

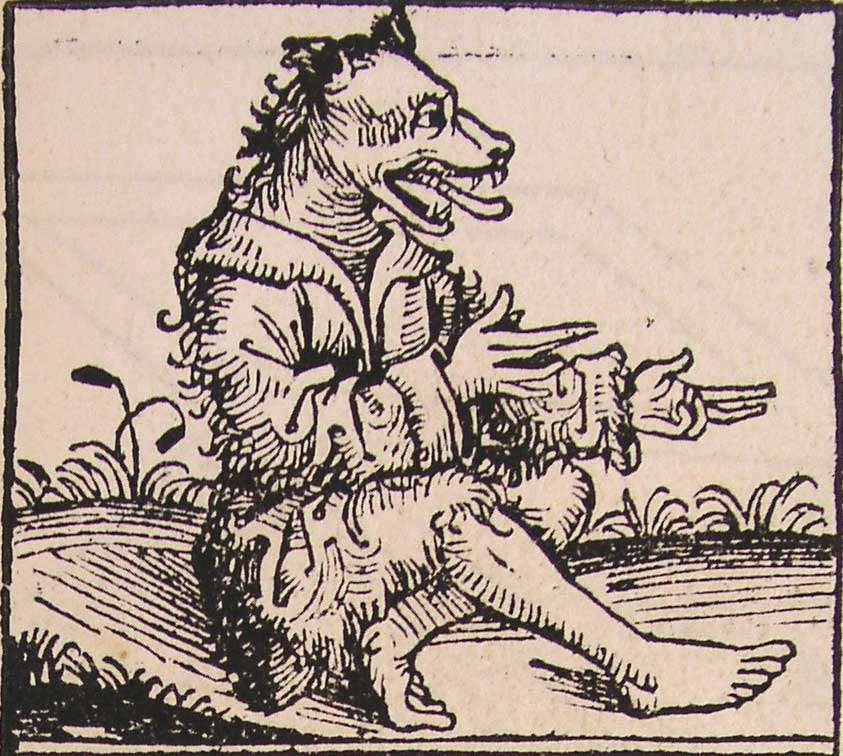
Imatge d'un cinocèfal de la Crònica de Nuremberg (1493)

El cinocèfal és un monstre que té forma humana i cap de gos i es troba present a diferents cultures. La paraula prové del grec κύων kýon «gos» i κεφαλήkephalḗ «cap».
El seu origen es troba al déu egipci Anubis, que posteriorment va adquirir un caràcter molt negatiu com la majoria de divinitats paganes al cristianisme. El cinocèfal apareix a diversos bestiaris medievals com una criatura realment existent que devora homes. L'excepció és Cristòfor de Lícia, un sant representat en la iconografia oriental com a cinocèfal. Apareix novament als viatges de Marco Polo i a diverses llegendes saxones per decaure amb l'avançament de l'Edat Moderna. S'ha relacionat aquest monstre amb l'home llop.
En anatomia la cinocefàlia és una malformació congènita en què el cap s'assembla al d'un gos.